# Josh Meekings
Josh Meekings (Bury St Edmunds, 2 settembre 1992) è un calciatore inglese, difensore del Clachnacuddin.

## Palmarès

### Club

#### Competizioni nazionali
- Coppa di Scozia: 1

Inverness: 2014-2015
- Highland Football League: 1

Brora Rangers: 2020-2021